# Nova Cinema
Nova Cinema – filmowy kanał telewizyjny nadający w Czechach. Jest to kanał tematyczny TV Nova. Oferta programowa kanału zawiera także pozycje TV Nova.
Kanał rozpoczął nadawanie 1 grudnia 2007 roku.